# Gustaf Kossina
Gustaf Kossinna (Tilsit, 28 de setembre de 1858 - Berlín, 20 de desembre de 1931) va ser un Lingüista alemany i professor d'arqueologia de la Universitat de Berlín. Juntament amb Carl Schuchhardt va ser el prehistoriador alemany més influent de la seva època, i el creador de les tècniques de Siedlungsarchaologie, o "arqueologia dels assentaments". Va encunyar el terme Cultura de l'àmfora globular. Les seves teories nacionalistes sobre els orígens dels pobles germànics va influir en aspectes de la ideologia nazi, però, va ser rebutjat pel partit com la seva prehistòria oficial. Aquesta distinció va ser lliurada a Carl Schuchhardt, l'arqueòleg rival que va vèncer Kossinna per avaluar correctament el valor del Tresor Eberswalde, el tresor més gran que s'hagi descobert en la història alemanya, a partir del seu descobriment el 1913.
El 1902 publicà el seu Resposta arqueològica a la qüestió indoeuropea on, a través del recorregut de la ceràmica cordada del Calcolític (identificada amb l'expansió dels indoeuropeus) i els seus elements associats, advoca per un origen nord alemany i sud escandinau. El moviment d'empenta d'aquests pobles hauria empès els portadors de la ceràmica cordada cap al sud i posteriorment, cap a l'est.
Kossinna va destacar un model de la cultura, segons el qual l'evolució cultural va ser produïda per un "procés pel qual les influències, idees i models es transmeten pels pobles més avançats als menys avançats amb els quals va entrar en contacte." També ha posat èmfasi que aquesta superioritat era de caràcter racial (el do especial dels "nòrdics", dels pobles d'Alemanya).
Kossinna presentava al poble germànic com una ètnia superior, amb unes teories encaminades a una història d'una Alemanya superior fins i tot l'Imperi Romà. Segons ell: "Els germànics van ser persones que mai van ser destructors de la cultura, a diferència dels romans, i els francesos en els últims temps". Combinat amb la ideologia nazi, aquesta teoria dona la perfecta base per a la creença que Alemanya va ocupar la primera posició en la civilització mundial.